# Бохумил Ржиха
Бохумил Ржиха (на чешки: Bohumil Říha) е чешки писател на произведения в жанра исторически роман, социална драма, научна фантастика и детска литература.

## Биография и творчество
Бохумил Ржиха е роден на 27 февруари 1907 г. в малкото село Вишетице (сега част от село Шебиржов в окръг Табор), Австро-Унгария. Баща му е селски ковач, поради което цялото семейство често пътува до различни имения заради работата му. Завършва основно училище в град Млада Вожице. Семейството му се установява в Часлав, където той завършва гимназия, а после следва в местния учителски институт.
Завършва обучението си през 1925 г. и през следващите три години помага в Чаславския регион като помощник-учител. След това отбива военната си служба и е назначен за професионален учител в градското училище в Хабри. После се премества в училището в Подебради и преподава там до 1945 г.
След 1945 г. се включва в комунистическата партия. Назначен е за училищен инспектор във Високе Мито, по-късно отново в Подебради. Работи като писател на свободна практика от 1949 г. В периода 1952 – 1966 г. е секретар на Съюза на чехословашките писатели и често пътува, посещавайки Съветския съюз, Китай, Мексико и други страни. В периода 1956 – 1967 г. работи като директор на Държавното издателство за детска книга (сега Издателство „Албатрос“).
Пенсионира се от 1967 г., но продължава да пише и да заема публична длъжност. През 1971 г. става член на Стандартния съюз на чешките писатели и година по-късно става член на неговото президентство и комитет. Той е активен в дейностите на ЮНЕСКО в областта на детската литература и Международния борд на книгите за млади хора, за което получава наградата „Ханс Кристиан Андерсен“ през 1980 г. През 1977 г. е един от водещите подписали Антихартата – декларация против Харта 77 на чехословашките дисиденти.
Той е една от водещите фигури в развитието на социалистическия реализъм след 1945 г. Историческите му романи за периода от чешката история се считат за най-добрите му произведения. Произведенията му за деца съставляват по-голямата част от творчеството му. Имайки добри познания по детска психология и детско изразяване, придобити от времето на неговата преподавателска практика, той пише за деца и юноши в продължение на няколко поколения.
През 1967 г. получава званието „заслужил артист“, а през 1975 г. званието „национален творец“. Носител е на Ордена на труда (1977) и на Ордена на републиката (1982). През 1980 г. получава държавната награда „Клемент Готвалд“ за историческата си трилогия „Иржи от Подебради“.
Бохумил Ржиха умира на 15 декември 1987 г. в Добриш, Средночешки край, Чехословакия. Погребан е в гробището на град Подебради.

## Произведения

### Самостоятелни романи
- Země dokořán (1950)[1][2][3][4]
- Dvě jara (1952)
- Venkovan (1955 – том 1, 1958 – том 2)
- Kdo bude žít (1960)
- Divný člověk (1964)
- O rezavém rváči a huňatém pánovi (1971)
- Doktor Meluzin (1973)
Доктор Мелузин, изд.: „Народна култура“, София (1978), прев. Матилда Бераха

### Серия „Иржи от Подебради“ (Jiřího z Poděbrad)
1. Přede mnou poklekni (1971)[4]
2. Čekání na krále (1977)
3. A zbyl jen meč (1978)

### Детска литература
- O lékaři Pingovi (1941)[4]
- O třech penízcích (1941)
- Na útěku (1947)
- Honzíkova cesta (1954)
Пътуването на Хонзик, изд.: „Народна младеж“, София (1984), прев. Невена Захариева
- O letadélku Káněti (1957)
- Velká obrázková knížka pro malé děti (1959, 1976) – с Милена Лукешова
Голяма картинна книжка за малките деца, изд.: „Народна младеж“, София (1984), прев. Атанас Звездинов
- Dětská encyklopedie (1959, 1962, 1966, 1971)
- Stázka (1961)
- Kamarát a iné poviedky o súčasných deťoch (1961) – сборник
- Střídá se kapitán (1963)
- Divoký koník Ryn (1966)
- Pět bohů táhne přes moře (1968)
- Adam a Otka (1970)
- Nový Gulliver (1973) – научнофантастичен роман, награда „Януш-Корчак“
- Dva kluci v palbě (1975)
- Indiánská romance (1981)
- Jak vodníci udobřili sumce (1981)
- Svatba v rybníce (1982)
Сватба в езерото, изд. „Артия“ (1985), прев. Вътьо Раковски
- Já ho vypátrám sám (1987)

### Серия „Витек“ (Vítek)
1. Jak jel Vítek do Prahy (1973)[4]
2. Vítek je zase doma (1974)
3. Vítek na výletě (1975)
4. Vítek (1982) – сборник

### Екранизации
- 1957 Honzíkova cesta
- 1959 Prázdniny v oblacích
- 1976 Dým bramborové natě – по романа „Доктор Мелузин“
- 1983 Divoký koník Ryn